# Ismael Casas
Ismael Casas, aussi appelé plus simplement Ismael, né le 7 mars 2001 à Linares en Espagne, est un footballeur espagnol qui évolue au poste d'arrière droit au CF Fuenlabrada.

## Biographie

### En club
Né à Linares en Espagne, Ismael Casas est formé par le Málaga CF. Il joue son premier match en professionnel le 17 août 2019 lors de la première journée de la saison 2019-2020 de deuxième division espagnole face au Racing de Santander. Il est titulaire et son équipe s'impose par un but à zéro.
Le 11 juillet 2020, il prolonge son contrat jusqu'en 2023 avec Malaga.
À l'intersaison 2022, il rejoint la Chypre et l'AEK Larnaca.
Casas inscrit son premier but pour l'AEK Larnaca le 27 juillet 2023, lors d'une rencontre qualificative pour la phase de groupe de la Ligue Europa Conférence 2023-2024 face au Torpedo Jodzina. Titulaire, il participe à la victoire de son équipe par trois buts à deux. Il s'agit également de son premier but en professionnel.
Le 31 juillet 2024, Ismael Casas rejoint le CF Fuenlabrada pour un contrat d'un an.

### En sélection
Avec les moins de 19 ans, Casas ne joue qu'un seul match, le 26 février 2020 contre le Danemark (1-1 score final).
En juillet 2019, il est appelé pour la première fois avec l'équipe d'Espagne des moins de 20 ans. Il joue son premier match contre la Russie le 30 juillet (victoire 2-0) et compte deux autres matchs avec cette sélection.

## Vie personnelle
Il cite Carles Puyol et Dani Carvajal comme ses idoles et modèles.